# Estació de Tomás y Valiente
Tomás y Valiente és una estació de la línia 4 de Metrovalència inaugurada el 23 de setembre del 2005. Es troba al municipi de Paterna, a l'avinguda de Francisco Tomás y Valiente, on s'aixequen les dues andanes a ambdós costats de les vies del tramvia.
En forma part d'un ramal inaugurat en 2005 que uneix les estacions de TVV i Mas del Rosari, a través del Parc Científic de la Universitat de València.